# Jacksepticeye
肖恩·威廉·麥克洛克林（英語：Seán William McLoughlin，1990年2月7日—），較廣為人知的是化名Jacksepticeye（或簡稱Jack），愛爾蘭YouTuber，專注於Let's Play的獨立遊戲。截至2022年12月，Jacksepticeye已經有超過2890萬名訂閱者與157億觀看次數，同時為YouTube最大的愛爾蘭人頻道與第29多訂閱者頻道。

## 早年生活
麥克洛克林在1990年2月7日出生於愛爾蘭科洛格罕，並在巴里坎伯長大。在中學畢業後，他到阿斯隆理工學院就讀音樂工藝課程但在畢業前1年中途輟學，之後在一位於網上結識的朋友的鼓勵下，他重回大學修讀英文並於2014年畢業。在YouTube生涯未開始前麥克洛克林是一個名叫Raised to the Ground的獨立金屬樂隊的鼓手。

## YouTube生涯
麥克洛克林於2007年2月24日以「Jacksepticeye」為名創建YouTube頻道，他第一部影片為於2012年11月12日上傳的固蛇（《潛龍諜影4 愛國者之槍》）影片，之後麥克洛克林陸續上傳《極地戰嚎3》與《黑暗靈魂II》的遊戲實況影片。麥克洛克林在自己的其中一部影片中認為自己在頻道早期時過度「平靜」，不符合現在他自稱「YouTube上最有活力的電子遊戲評論員」的形象。2017年5月，他搬到英國的布賴頓居住。
在PewDiePie於2013年9月公佈其為希望成為有著一定數量訂閱數的YouTuber舉辦的「Shout-out比賽」為麥克洛克林後，「Jacksepticeye」便快速增長。他當時的頻道只有2000多個訂閱者，然後在1年間暴增至100多萬。
2016年3月，麥克洛克林與蕾切爾·奎里科（Rachel Quirico）共同主辦西南偏南遊戲獎頒獎禮。2016年5月7日，「Jacksepticeye」的訂閱數突破1000萬大關。

## 頻道特色
麥克洛克林上傳過許多不同系列的電子遊戲影片且發片時間通常相隔3至5天。他有2個不是電子遊戲影片的系列，其中一個為「讀你們的評論」（Reading Your Comments），在這系列中麥克洛克林會讀訂閱者在他的社交平台專頁留的好留言或壞留言。另外一個是Vlog，在影片中他會談論他的生活或與其頻道有關的事。
「傑克」（Jack）為麥克洛克林在小時候母親和朋友對他的暱稱，而「Jacksepticeye」則是朋友對他的戲稱，來自他在踢足球時因朋友的眼鏡而在眼睛留下的傷口。根據他所說當時他的眼睛流血過一段時間，且在幾個星期後受感染。麥克洛克林在每個影片的開頭都會高聲說：「早安！我的名字是Jacksepticeye！」（Top of the mornin' to laddies! My name is Jacksepticeye!），這也是他稱自己為「YouTube上最有活力的電子遊戲評論員」的其中一個原因。
「Jacksepticeye」的標誌名為「SepticEyeSam」，那是麥克洛克林的商品中最常看到的東西，包括它的絨毛玩具和印有它圖案的T恤。「SepticEyeSam」的主要顏色為濁綠色，恰巧與麥克洛克林的頭髮同色，這是他參加一次慈善活動後染成的。

## 個人生活
麥克洛克林是家中最小的孩子，他有2個姐姐和2個哥哥，其中一個哥哥名叫馬爾科姆（Malcolm），現為作家。他的現任女友來自荷蘭，名叫Evelien Smolders 也是一名Youtuber，網名叫Gab Smolders，於2019年10月30日第一次在麥克洛克林的影片Doing A Couples Quiz With My Girlfriend中出現。
他被認為是非宗教人士。
他的父親在2021年1月27日去世。